# Tango mizzichero/Scuola di danza
Tango mizzichero/Scuola di danza è un 45 giri di Franco & Ciccio, pubblicato nel 1968 dalla Carosello, ed uscito nel periodo di maggior successo della coppia di comici palermitani, che in quell'anno ne pubblicò altri tre: La gavotta, Le favole di Franco e Ciccio e Ciccio perdona... io no!/Lupara Story.

## Tracce
- Lato A
  - Tango mizzichero
- Lato B
  - Scuola di danza